# 지방군
지방군(地方軍)은 중앙정부가 아닌 지방정부의 지휘를 받는 군대를 뜻한다.
오늘날에는 대부분의 연방제 국가에서 주정부가 지방군을 보유하고 있다.
한국사에서는 오래전부터 왕조시대에 대대로 지방정부가 지방군을 두고 군사권을 보유하여 왔으나, 1907년 일본의 압박으로 시작된 대한제국군 해산으로 인해 사라졌다.
오늘날 대한민국은 각 광역자치단체마다 1~3개씩의 향토방위사단을 보유하고 있으나 해당 광역자치단체아닌 중앙정부에 군사권이 있어서 지방군이라고 할 수 없다.